# Ziabliny
Ziabliny (biał. Зябліны; ros. Зяблины) – wieś na Białorusi, w obwodzie witebskim, w rejonie szarkowszczyńskim, w sielsowiecie Jody.

## Historia
W czasach zaborów wieś w powiecie dzisieńskim, w guberni wileńskiej Imperium Rosyjskiego. SgKP (tom wydany w 1895 roku) podaje, że wieś należała do dóbr Mikołajów, własność Łopacińskich.
W latach 1921–1945 wieś leżała w Polsce, w województwie wileńskim, w powiecie dziśnieńskim (od 1926 w powiecie brasławskim), w gminie Jody.
Według Powszechnego Spisu Ludności z 1921 roku zamieszkiwało tu 106 osób, 74 były wyznania prawosławnego a 32 staroobrzędowego. Jednocześnie 6 mieszkańców zadeklarowało polską a 100 białoruską przynależność narodową. Było tu 19 budynków mieszkalnych. W 1931 GUS rozróżnił Ziablinu I i Ziabliny II. Ziabliny I w 13 domach zamieszkiwało 85 osób, a Zbiabliny II w 8 domach 40 osób.
Wierni należeli do parafii prawosławnej w Jodach. Miejscowość podlegała pod Sąd Grodzki w Brasławiu i Okręgowy w Wilnie; właściwy urząd pocztowy mieścił się w Jodach.
W wyniku napaści ZSRR na Polskę we wrześniu 1939 miejscowość znalazła się pod okupacją sowiecką. 2 listopada została włączona do Białoruskiej SRR. Od czerwca 1941 roku pod okupacją niemiecką. W 1944 miejscowość została ponownie zajęta przez wojska sowieckie i włączona do Białoruskiej SRR.
Od 1991 w składzie niepodległej Białorusi.